# Cyrkelinka i najmniejsza bohaterka świata
Cyrkelinka i najmniejsza bohaterka świata (duń. Cirkeline og Verdens mindste superhelt) – duński film animowany z 2004 roku w reżyserii Jannika Hastrupa.

## Fabuła
Cyrkelinka wybiera się na wakacje do Turcji. Przyjaciele dziewczynki pragną ją dogonić, dlatego też postanawiają płynąć statkiem jako gapowicze. Spotykają tam dzielną myszkę o imieniu Ali, która poszukuje szczęścia i sera.

## Obsada (głosy)
- Bjarke Kastbjerg Andersen jako Viktor
- Tillie Emilia Bech jako Özlem
- Kaya Brüel jako Fatima
- Anna Gregorius jako Cirkeline
- Fabian Harlang jako Hassan
- Joachim Boje Helvang jako Tunkay
- Jesper Klein jako Bedstefar
- Alberte Malling Skronski jako Ingolf
- Ama Rothenborg jako Sidse
- Kristoffer Schmidt jako Fredrik
- Kamma Schyum jako Jasmin
- Ole Thestrup jako Mustafa
- Bodil Udsen jako Bedstemor
- Majka Vilstrup jako Nurten
- Marlon Vilstrup jako Ali

## Nagrody
Trzy nominacje do duńskiej nagrody filmowej Robert w kategorii:
- Najlepsza piosenka "Pruttesangen", wyk. Kaya Brüel i Janne Britt Hansen
- Najlepszy dźwięk Niels Arild
- Najlepszy film dla dzieci / familijny Jannik Hastrup, Marie Bro

Źródło: